# زندگی تلخ و شیرین
زندگی تلخ و شیرین (انگلیسی: Bitter Sweet Life؛‏ کره‌ای: 달콤한 인생) مجموعه تلویزیونی محصول کره جنوبی سال ۲۰۰۸ با بازی اوه یون سو، لی دونگ ووک، جونگ بو سوک و پارک شی یون است. این مجموعه یک ملودرام تاریک با روایت تکه‌تکه و صداهایی است که وضعیت ذهنی شخصیت‌ها را نشان می‌دهد؛ و به عنوان تصویری جسورانه از عشق میان افراد میانسال و خیانت، با عناصری از معما و نوآر تحسین شد.

## بازیگران

### اصلی
- اوه یون سو در نقش اوه یون سو
- لی دونگ ووک در نقش لی جون سو
- جونگ بو سوک در نقش ها دونگ وون
- پارک شی یون در نقش هونگ دا ئه